# Senegal francés
Los términos Senegal francés o Colonia de Senegal se refieren a la entidad territorial francesa establecida en las costas del río Senegal en 1626 por la Compañía normanda de Ruan. Es considerada la colonia más antigua de Francia en África. A finales del siglo XIX, se convierte en una colonia del África Occidental Francesa. El Senegal francés es precedido por los reinos precoloniales que existían en la región y sucedido por el Territorio de Senegal, el cual se volvió miembro de la Unión Francesa de 1946 hasta 1960. En 1958, el Senegal proclamó su independencia y se convirtió en república.

## Primeros establecimientos

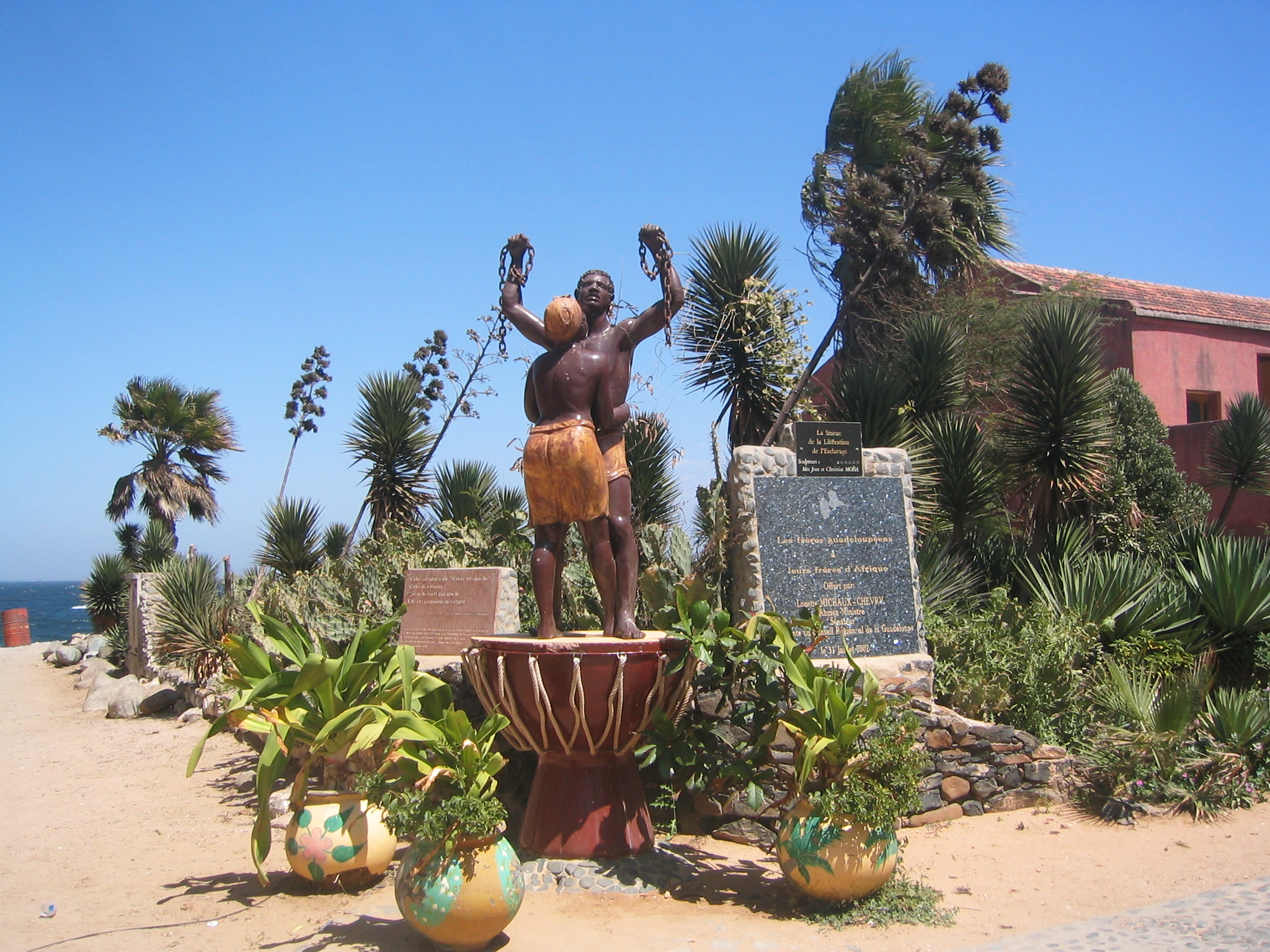
Monumento cerca de Casa de los Esclavos en Gorea.

Según algunos historiadores, los comerciantes franceses de las ciudades normandas de Dieppe y Ruan comerciaban con las costas de Gambia y Senegal, y con Costa de Marfil y la Costa de Oro, entre 1364 y 1413. Probablemente como resultado de este comercio, una industria de talla de marfil se desarrolladó en Dieppe después de 1364. Estos viajes, sin embargo, pronto fueron olvidados con el advenimiento de la Guerra de los Cien Años en Francia.

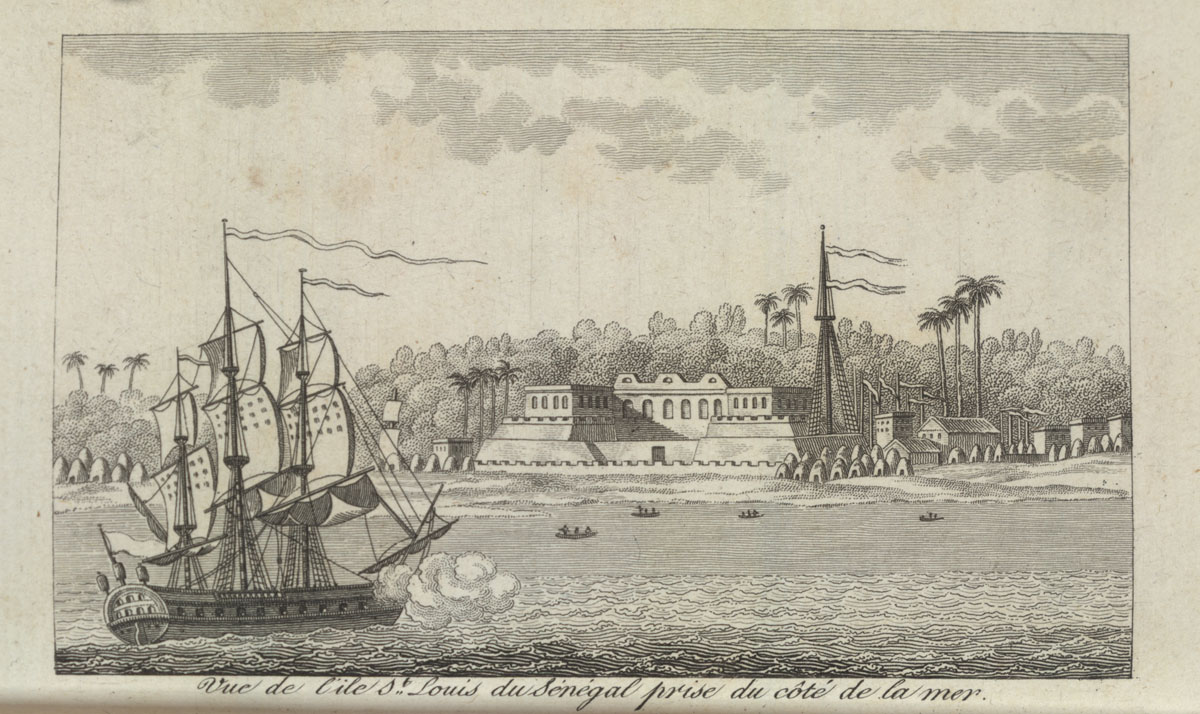
Saint-Louis en 1780.

Varias potencias europeas, como Portugal, los Países Bajos e Inglaterra, luego compitieron por el comercio en el área de Senegal desde el siglo XV en adelante. Los portugueses establecieron por primera vez un puesto en la isla de Gorea en 1444, desde donde organizaron un comercio de esclavos. La isla fue capturada por los neerlandeses en 1588, donde establecieron fuertes defensivos y desarrollaron el comercio aún más.
En 1659 Francia estableció el puesto comercial de Saint-Louis, Senegal. Las potencias europeas continuaron compitiendo por la isla de Gorea, hasta que en 1677, Francia liderada por Jean II d'Estrées durante la guerra franco-neerlandesa (1672-1678) terminó en posesión de la isla, que mantendría durante los próximos 300 años. En 1758 el asentamiento francés fue capturado por una expedición británica como parte de la Guerra de los Siete Años, pero luego fue devuelto a Francia en 1783, luego de la victoria francesa en la Guerra de Independencia de los Estados Unidos.
Los estados de Wólof y Serer, vecinos de los dos puestos coloniales, estaban particularmente involucrados en el comercio de esclavos, y contaban con fuertes organizaciones militares preparadas para suministrar esclavos a los europeos.
Los conflictos estallaron con los musulmanes en el norte, como cuando el morabito Nasr al Din atacó a Mauritania y Wólof a través de la frontera en 1673, pero fue derrotado a través de una alianza entre las fuerzas locales y las francesas.

## Conquistas territoriales en elsigloXIX

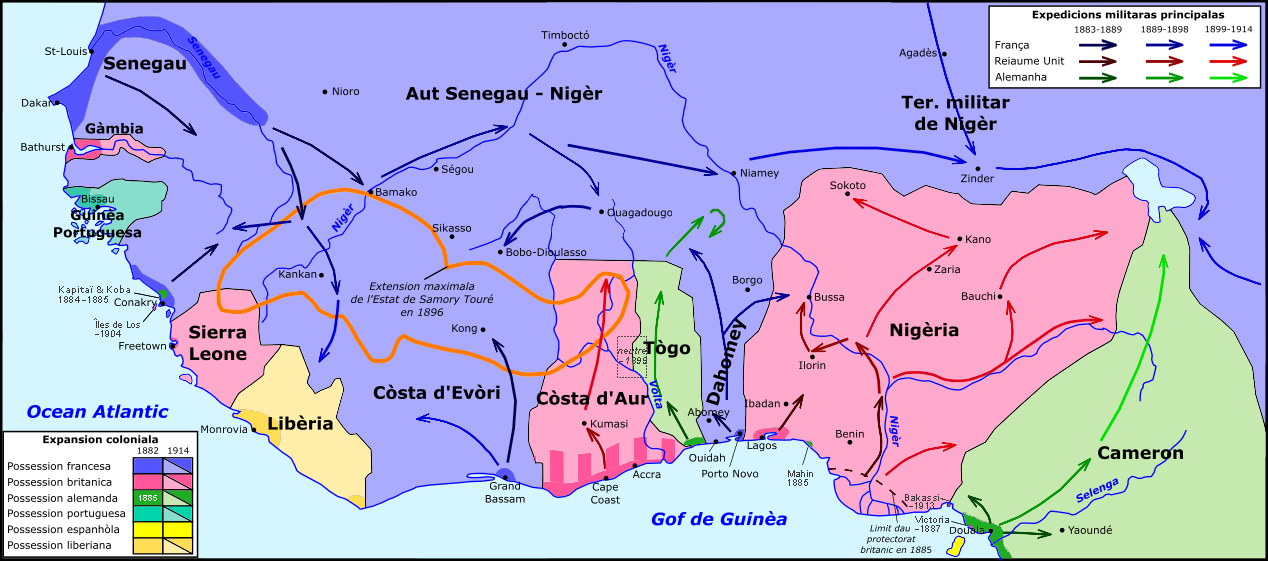
Colonización del África Occidental.

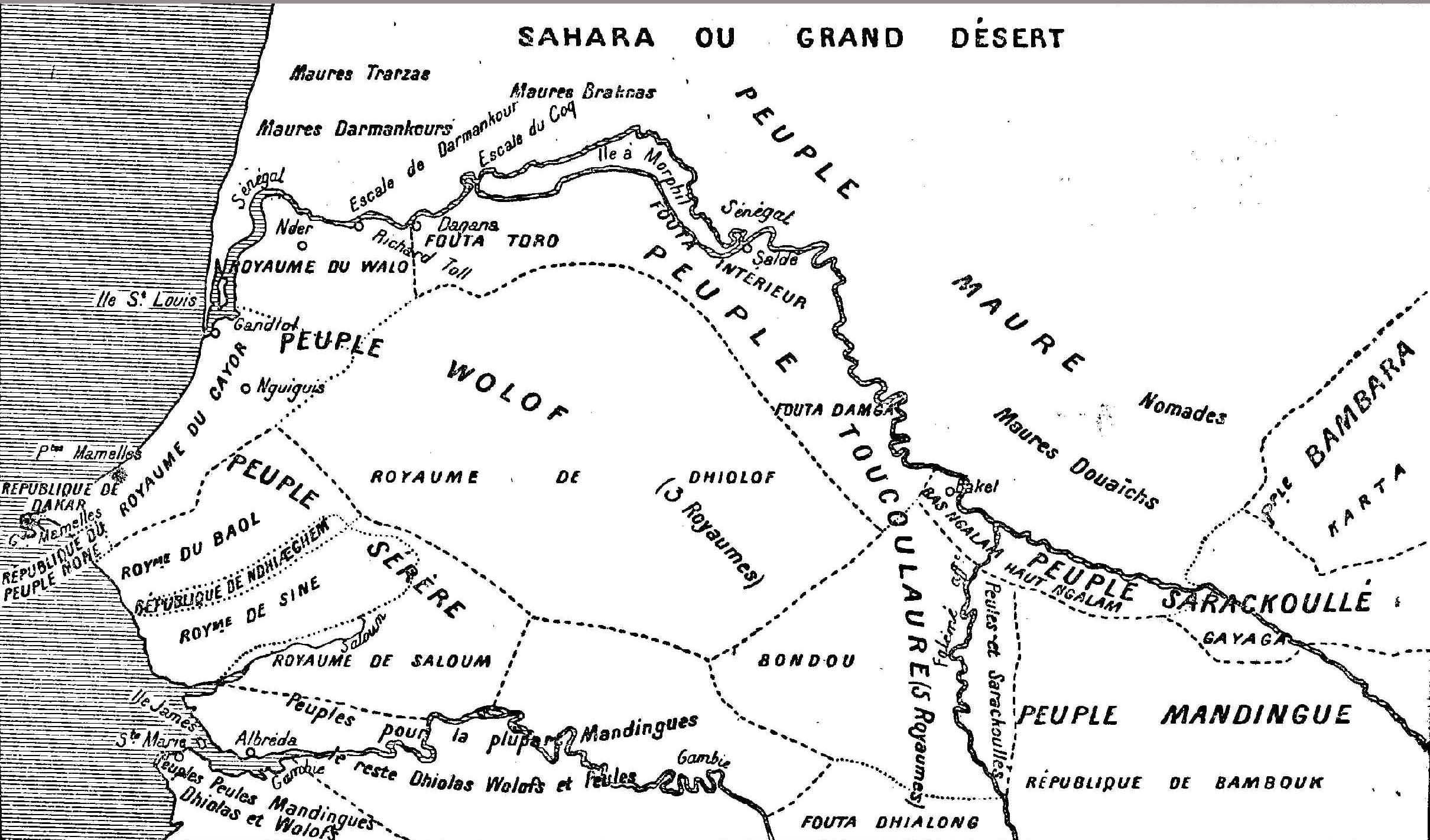
El área de río Senegal, 1853.

Durante las guerras napoleónicas, Gran Bretaña capturó Gorea en 1803 y a Saint-Louis en 1809, y proclamó la abolición del comercio de esclavos en 1807, a lo que la nueva monarquía francesa tuvo que ponerse de acuerdo para recuperar los dos puestos. Así, el siglo XIX vio una disminución en el comercio de esclavos y, en cambio, el aumento de la producción de productos básicos. El comercio de goma de acacia, utilizada para los tintes para textiles de alta calidad y para la producción de medicamentos, se convirtió en primordial. El cultivo de maní también demostró ser un recurso valioso para el área.

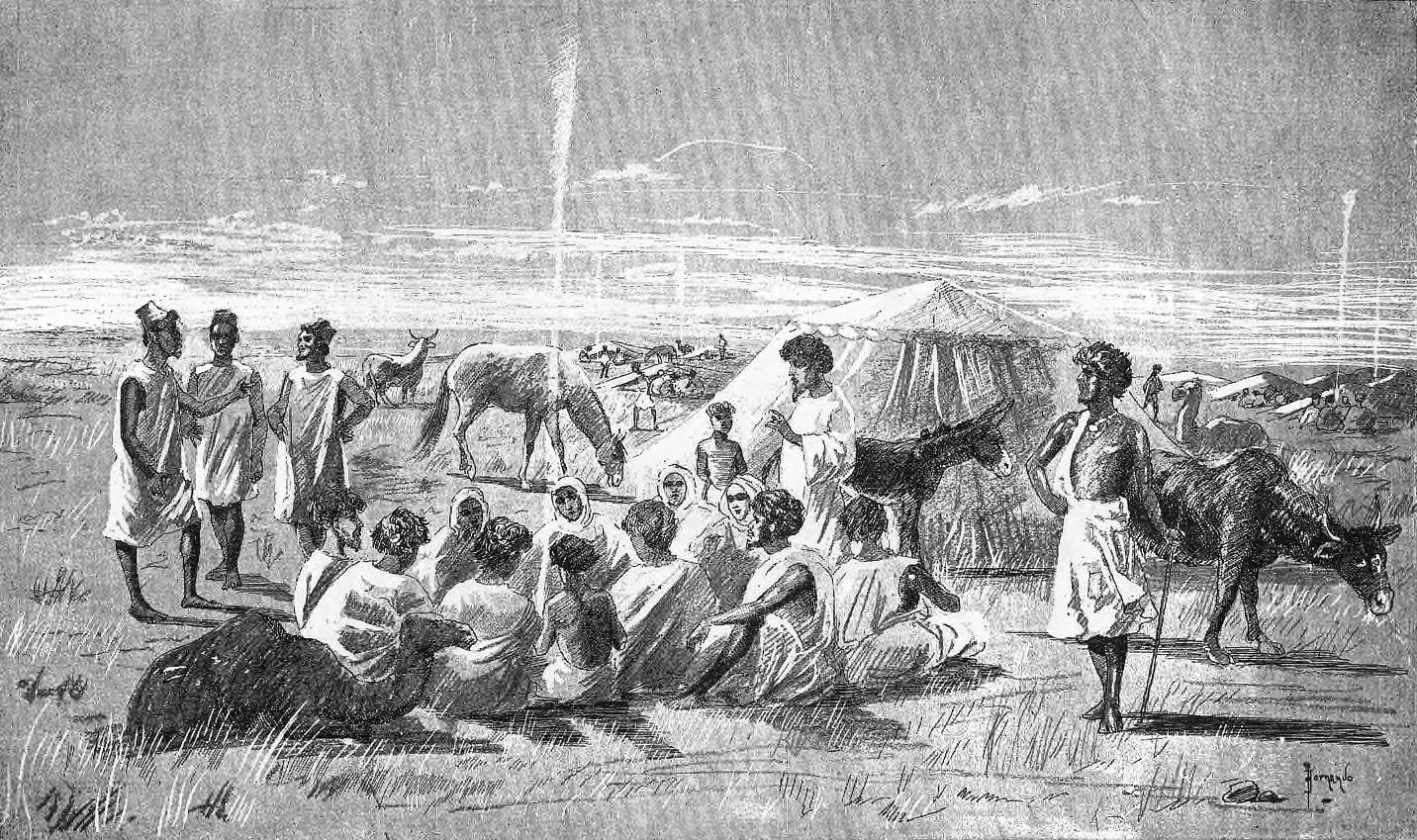
Tribus moriscas se reúnen para intercambiar goma árabe en Bakel en el río Senegal, 1890.

En la guerra franco-trarzana de 1825, los franceses comenzaron a ejercer el control de la desembocadura del río Senegal contra el estado rival del emirato de Trarza.
En la década de 1850, los franceses bajo el mando del gobernador Louis Faidherbe comenzaron a expandirse en el interior senegalés, a expensas de los reinos nativos. A partir de 1854, Faidherbe comenzó a establecer una serie de fortalezas arriba del río Senegal. En 1855 conquistó el reino Waalo. Un contraataque de los tuculor en 1857 condujo al asedio de la fortaleza de Medina que fallaron los tuculor. En 1860, los fuertes construidos entre Médine y St. Louis permitieron a Faidherbe lanzar misiones contra los moros de Trarza en Waalo (al norte del río Senegal), que previamente habían recaudado impuestos sobre las mercancías que llegaban a Saint-Louis desde el interior. Faidherbe también comenzó la occidentalización del área por parte de bancos en desarrollo, administración civil, y también estableció un acuerdo con la religión de Senegal, el islam.

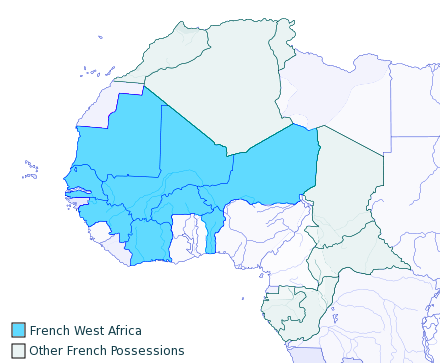
En 1902, Dakar se convertía en la capital del África Occidental Francesa.

La expansión continuó bajo la dirección del gobernador Louis Brière de l'Isle desde 1876 hasta 1881. A través de los esfuerzos diplomáticos y militares, Briere reforzó el control francés sobre el río Senegal, la "cuenca del Maní" y la Costa de Guinea en favor del desarrollo del comercio del mijo, el maní y el algodón. También desarrolló proyectos ferroviarios que facilitarían una mayor expansión hasta el Sudán francés (actual Malí).

Bandera (1958-1959)

Desde 1880, Francia se esforzó por construir un sistema ferroviario, centrado alrededor de la línea Saint-Louis-Dakar, que implicaba tomar el control militar de las áreas circundantes, lo que llevó a la ocupación militar del interior de Senegal. La construcción del ferrocarril Dakar-Níger también comenzó a finales del siglo XIX bajo la dirección del oficial francés Gallieni. Sin embargo, hubo mucha oposición a los ferrocarriles construidos con nativos.
El primer gobernador general de Senegal fue nombrado en 1895, supervisando la mayor parte de las conquistas territoriales de África occidental, y en 1904, los territorios se denominaron formalmente África Occidental Francesa (AOF: "Afrique Occidentale Française"), de la cual Senegal era parte y Dakar su capital.

## Otras lecturas
- Kanya-Forstner, A.S. (1969). The Conquest of the Western Sudan: A Study in French Military Imperialism. Cambridge: Cambridge University Press. ISBN 978-0-521-10372-5.
- Saint-Martin, Yves-Jean (1989). Le Sénégal sous le second Empire: Naissance d'un empire colonial (1850-1871) (en francés). Paris: Karthala. ISBN 2-86537-201-4.
- Webb, L.A. (1985). «The trade in gum arabic: prelude to French conquest in Senegal». Journal of African History 26 (2-3): 149-168. doi:10.1017/s0021853700036914.

- Datos: Q5502051